# Surface à haute impédance
Pour les articles homonymes, voir Surface.
Les surfaces à haute impédance (High-impedance surfaces ou HIS en anglais) sont des structures à motif périodique fixées ou imprimées sur un plan de masse. Elles possèdent des propriétés très intéressantes d'un point de vue électromagnétique, car elles n'autorisent la propagation des ondes électromagnétiques le long de leur surface que pour certaines bandes de fréquences.
En d'autres termes, ces structures exhibent une ou des bandes interdites en fréquence, pour lesquelles la propagation des ondes de surfaces est interdite. Les surfaces à haute impédance appartiennent à la classe des structures à bande interdite photonique (BIP) ou encore cristaux photoniques.
Le terme de haute impédance vient du fait que dans leurs bandes interdites, ces matériaux de type composite se comportent comme des surfaces homogènes qui possèderaient une très haute impédance.
Les surfaces à haute impédance ont été introduites par D. Sievenpiper et autres dans le but de supprimer les ondes de surface d'antennes de type "patch", et ainsi augmenter leur rendement. En effet un "patch" est une antenne plaquée sur un plan de masse, cette antenne émet des pertes
Une autre propriété tout à fait intéressante, découlant de la haute impédance, est qu'une onde incidente arrivant sur une telle surface se verrait totalement réfléchie (coefficient de transmission nul : t = 0) avec un coefficient de réflexion r = 1. Ainsi, contrairement à un plan de masse classique (pour lequel r = -1), l'onde électromagnétique réfléchie ne serait plus déphasée de 180° par rapport à l'onde incidente mais serait en phase avec cette dernière.

## Article de référence
D. Sievenpiper, L. Zhang, R.F.J. Broas, N.G. Alexopolous, and E. Yablonovitch, “High-impedance electromagnetic surfaces with a forbidden frequency band” IEEE Transactions on Microwave Theory and Techniques, Vol. 47, No. 11, pp. 2059-2074, Nov. 1999.